# Zwischenfälle auf dem Nangpa La

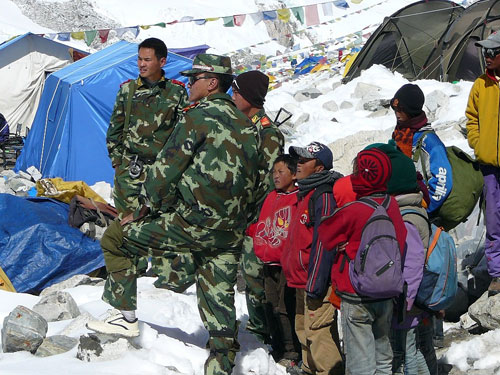
Gefangene nach den Schießereien im September 2006

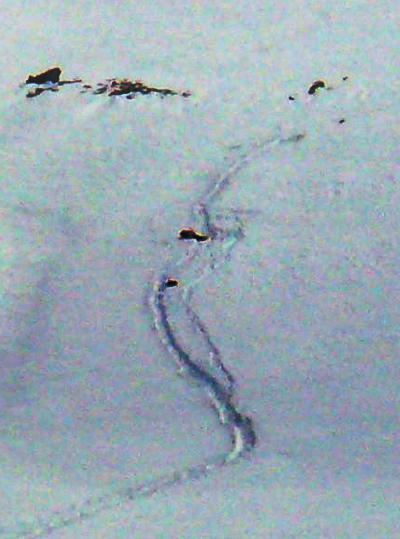
Die getötete Nonne im Schnee, 2006

Die Zwischenfälle auf dem Nangpa La bezeichnen den Versuch chinesischer Grenzwachen, tibetanische Flüchtlinge  am Gebirgspass Nangpa La mit Gewalt am Übergang nach Nepal zu hindern. Dabei töteten sie mehrere Menschen. Dies geschah am 30. September 2006. Weltweit berichteten die Medien, als 75 tibetische Flüchtlinge und zwei Führer versuchten, nach Nepal zu fliehen. Chinesische Grenzwachen eröffneten das Feuer und töteten die 17-jährige Nonne Kelsang Namtso kurz vor der Passhöhe. Der 23-jährige Kunsang Namgyal wurde zweimal im Bein getroffen und starb offenbar später, nachdem ihn die Grenzpolizei weggebracht hatte. Die Beamten behaupteten, in Selbstverteidigung gehandelt zu haben. Von den Flüchtlingen erreichten nur 41 das Tibetische Flüchtlingstransitcenter im nepalesischen Kathmandu, von wo sie weiter nach Dharamsala (Indien) zogen.
Dieser Vorfall gelangte an die Öffentlichkeit, da er von Bergsteigern am Cho Oyu beobachtet wurde. Ein Arzt, der einem Expeditionsteam angehörte, benachrichtigte noch am selben Tag eine Zeitung seiner Heimat über das, was er gesehen hatte. Er und andere Zeugen berichten jedoch von mehreren Toten (etwa sieben), während China vorerst nur den Tod von Kelsang Namtso bestätigte. Fotos der Alpinisten zeigen, dass die Chinesen Personen abführten, die es nicht über die Grenze schafften. Diese waren vor allem Kinder im Alter von sieben bis 16 Jahren.
Im Oktober gab China den Tod einer weiteren Nonne, der 25-jährigen Kelsang Nortso, während der Schießerei bekannt. Außerdem gaben die Behörden an, dass ein Gefangener in einem Krankenhaus an Sauerstoffmangel verstorben sei.
Man nimmt an, dass 18 Personen, davon 14 zum Zeitpunkt des Vorfalls zwischen sieben und achtzehn Jahre alt, weiter in Gewahrsam chinesischer Behörden sind.